# Victor Platner
Victor Platner (* 3. Februar 1822 in Marburg; †  5. August 1888 ebenda) war ein deutscher Privatrechtler.

## Leben
Platner war Sohn des Marburger Rechtsgelehrten Eduard Platner (1786–1860). Er besuchte das Gymnasium Philippinum (Marburg). Nach dem Abitur studierte er zunächst an der Philipps-Universität Marburg Rechtswissenschaft. Wie vor ihm seine Brüder Alexander und Moritz wurde er am 20. Juni 1840 im Corps Teutonia zu Marburg recipiert. Er zeichnete sich als Senior aus. Als Inaktiver wechselte er an die Ruprecht-Karls-Universität Heidelberg. Am 18. Februar 1845 wurde er in Marburg zum Dr. iur. promoviert. Seit April 1846 Privatdozent, erhielt er 1865 in Marburg ein Extraordinariat für Handelsrecht, Wechselrecht und Seerecht. In seinen Hauptvorlesungen befasste er sich mit Deutschem Privat- und Lehenrecht (1846–1888), Handels-, See- und Wechselrecht (1848–1888), deutscher Rechtsgeschichte (1851–1888), hessischem Privatrecht (1850–1873) und Kirchenrecht (1856–1888).

## Werke
- Ueber die historische Entwickelung des Systems und des Charakters des deutschen Rechts, vorzugsweise des Privatrechts (1854)
- Ueber das Sachenrecht (1875)
- Erbrechtliche Bestimmungen mit besonderer Rücksicht auf das frühere Kurfürstenthum Hessen (1882)